# Гаттой
Гаттой (чеч. ГӀаттой , ГІаттай , ГІаттій) — чеченський тайп , що належить до тукхуму шатой . Історично розселений у Шатойському районі Чечні. Родове село Гатен Кале.

## Історія
Під час російсько-кавказької війни було ухвалено рішення перервати вільне сполучення між Великою та Малою Чечнею; послабити загрозу для фортеці Грозної з боку Ханкальської ущелини, що служила місцем збору гірських загонів, що нападали на російські укріплення та станиці на Сунжі та Тереку. При спорудженні фортеці солдати витягли із землі величезний кам'яний хрест, який виявився власністю чеченського тайпу «гаттой»  .
Крім Гаттін-Кале представники тайпу гаттой проживають у селищі Деха-Їст (чеч. Дехьа-Йист). До виселення 1944 року вони мешкали у низці нині незаселених хуторів (Гуйлс та інших). На території Чеченської Республіки гаттинкалинці або гаттинці компактно проживають в місті Шалі, селі Хамбі-Ірзі Ачхой-Мартановського району та селі Лаха-Невре Надтеречного району.

## Відомі представники
- Хасуха Магомадов[5] — останній абрек у СРСР, учасник антирадянського повстання на Північному Кавказі в 1940—1944 роках[4] .
- Шеріпов Асланбек Джемалдінович — командувач Чеченської Червоної армії; чеченський революціонер; член РКП(б)[6][7][8]
- Шеріпов Майрбек Джемалдинович — організатор антирадянського руху в Чечено-Інгушетії в 1941—1942 роках [9] .